# Adaptacija oka
Adaptacija oka je sposobnost oka da se prilagodi promjenama jakosti (intenziteta) svjetlosti, pri čemu adaptacija na mrak teče mnogo sporije nego adaptacija na svjetlost. Poremećaj adaptacije na mrak naziva se hemeralopija.

## Objašnjenje
Ljudsko oko može djelovati od jako tamnih do jako svijetlih razina svjetlosti. Njegove senzorne sposobnosti dosežu devet redova magnitude. To znači da je udaljenost između najsvjetlijeg i najtamnijeg svjetlosnog signala čimbenik od približno tisuću milijuna. Usprkos tome, u svakom trenutku, oko može osjetiti samo razliku od jedne tisuće. Ono što onemogućuje veći raspon je to da oko adaptira svoj pojam o tome što je crno. Razina svjetlosti koja se interpretira kao 'crno može se protezati preko šest redova magnitude - čimbenik od jednog milijuna.
Spajanje signala pomoću rasprostranjenih ganglijskih stanica, isto kao i vodoravnih i amakrinih stanica, dozvoljava kumulativni učinak. To znači da područje podraživanja se mijenja obrnuto s jakosti (intenzitetom), jaki stimulus s više od 100 štapića ili manje je jednak jednome koji je slab, a iznad 1 000 štapića. Kod dovoljno jake svjetlosti, konvergencija je slaba, ali tokom adaptacije u tami, konvergencija signala štapića se pojačava. To se ne može pripisati strukturalnim promjenama, nego mogućem prestanku inhibicije koja zaustavlja konvergenciju podataka pri svjetlijoj svjetlosti. Ako je samo jedno oko otvoreno, zatvoreno oko mora se adaptirati posebno kod otvaranja kako bi se prilagodilo već otvorenom oku.          
Fovea je slijepa za prigušenu svjetlost (zbog samih čunjića) a štapići su više osjetljivi, tako se na primjer prigušena zvijezda u noći bez Mjeseca mora gledati sa strane, kako bi bili stimulirani štapići. To nije vezano uz širinu zjenice pošto umjetna zjenica s fiksiranom širinom daje iste rezultate.
Oku treba prosječno od 20 do 30 minuta kako bi se potpuno adaptiralo od izrazite svjetlosti do potpune tame i postalo deset tisuća do jednog milijuna puta osjetljivije nego u potpunoj svjetlosti. U tom procesu mijenja se također i opažanje (percepcija) oka za boje. Međutim, oku treba samo oko 5 minuta kako bi se adaptiralo potpunoj svjetlosti nakon tame. To se događa zato što čunjići zadržavaju jaču osjetljivost pri ulasku u tamu prvih 5 minuta, a štapići preuzimaju tek nakon pet ili više minuta.
Štapići i čunjići u oku koriste se tokom adaptacije na tamu. Štapići su osjetljiviji na svjetlost i zato im treba dulje kako bi se potpuno prilagodili promjeni u svjetlosti, Štapići, čiji se fotopigmenti sporije obnavljaju (regeneriraju), ne dosežu svoju najveću osjetljivost oko pola sata. Čunjićima treba prosječno 9 minuta za prilagodbu tami. 
Senzitivnost prema svjetlu modulira se promjenama u intracelularnim kalcijevim ionima i cikličkim gvanozin-monofosfatom. Inhibicija koju jedan neuron vrši na neki drugi jednako je bitna kao i aktivacija u sinapsama. Zajedno s bijeljenjem pigmenta jednog štapića ili čunjića, spajanje (fuzioniranje) signala na ganglijskim stanicama je inhibirano, smanjujući konvergenciju. Alfa-adaptacija, to jest brza fluktuacija senzitivnosti, odvija se pod živčanom kontrolom. 

## Akomodacija oka
Akomodacija (lat. accommodatio: prilagodba, usklađivanje), u medicini, je prilagodba, sposobnost čovječjeg i životinjskog oka da gleda na različitu daljinu, a da pritom slika promatranog predmeta ostane jednako oštra. Temelji se na tome što prednja ploha leće u oku može mijenjati svoju izbočenost (konveksnost), a time i žarišnu daljinu. Sposobnost je akomodacije ograničena, a starenjem slabi, jer očna leća gubi elastičnost. Bez naročitog napora normalno oko se akomodira na daljinu od 250 milimetara, koja se zove daljina jasnoga vida.